# A vadon hercegnője
A vadon hercegnője (もののけ姫; Mononoke hime; angol címén Princess Mononoke) 1997-ben bemutatott japán animációs történelmi fantasy film. Mijazaki Hajao írta és rendezte, valamint a Studio Ghibli gyártásában készült. A film főszereplőit Macuda Jódzsi, Isida Juriko, Tanaka Júko, Kobajasi Kaoru, Simamoto Szumi és Miva Akihiro szeijúk szólaltatják meg.
A vadon hercegnője egy dzsidaigeki (japán történelmi dráma), amely a Muromacsi-kor késői szakaszában játszódik Japánban, számos fantasztikus elemmel kiegészítve. A történet főszereplője egy fiatal emisi harcos, Asitaka, aki az erdő természetfeletti őrzőinek és Vasváros lakóinak harcába keveredik. Utóbbiak a végletekig ki akarják aknázni az erdő erőforrásait. A harcból senki sem kerülhet ki győztesen, az ember és a természet harmonikus kapcsolata csak átmeneti lehet. A film eredeti címében szereplő „Mononoke” (物の怪) nem egy név, hanem egy kifejezés a japán nyelvben a lélekre vagy szörnyre.
A film bemutatója 1997. július 12-én volt Japánban, majd 1999. október 29-én az Amerikai Egyesült Államokban. Magyarországon a Titanic Fesztiválon mutatták be 2000. október 8-án, VHS-en és DVD-n a UIP-Dunafilm forgalmazta, televízióban a TV2 és a Digi Film vetítette.
A vadon hercegnője pozitív kritikai és kereskedelmi fogadtatásban részesült, 1997-ben a legjobban jövedelmező film volt Japánban a Titanic bemutatásáig. Észak-Amerikában a Miramax Films forgalmazta, s bár a jegypénztáraknál kevés bevételt hozott, a DVD- és VHS-kiadások jól fogytak, ami a Ghibli érdeklődését is felkeltette a nyugati piac iránt.

## Cselekmény
Egy óriás vaddisznó, amelyet démon szállt meg, megtámad egy emisi falut. Az utolsó emisi herceg, Asitaka kénytelen megölni a harcban, azonban a vadkan megátkozza. Az átok jobb kezére telepszik, s bár emberfeletti erőt ad neki, de ő maga is tudja, hogy végül meg fogja ölni. Asitaka ezért a falu jósának, Hii-szamának tanácsára elhagyja népét és nyugatra megy, hogy gyógyírt találjon. Útja során találkozik Dzsigóval egy vándor szerzetessel, aki elárulja neki, hogy segítséget kaphat az erdő szellemétől, melynek erdejét óriási állatistenek lakják. Az erdő mellett található Vasváros (タタラ場; Hepburn: Tatara Ba, ’Tatara Hely’) (új szinkronban Vasgyár) lakói a vaskohóik fűtéséhez folyamatosan irtják az erdőt, hogy vasat és tűzfegyvereket állítsanak elő, melyekkel képesek felvenni a harcot az erdő fenevadjaival. Az erdőben lakó állat-istenek között találhatók óriás farkasok, mint Moro, a farkas istennő, aki örökbe fogadta Szant, egy fiatal lányt, amikor annak szülei meghaltak. Szant a vasvárosiak csak a „Vadak hercegnőjének” (もののけ姫; Mononoke hime) hívják.
Nyugatra tartó útja során Asitaka két sérült vasvárosira bukkan, akiket a farkasok sebesítettek meg. A sebesültekkel az erdőn keresztül elindul Vasvárosba, amikor megpillantja az Erdő Szellemét (シシ神; Sisigami; Hepburn: Shishigami) (új szinkronban Vadistent), egy lényt, amely nappal kirin-szerű alakot ölt, éjszaka pedig erdő fölé magasodó alaktalan lépegető óriás.
Vasvárosban Asitaka megtudja Ebosi úrnőtől, a település erős és nagy tiszteletnek örvendő vezetőjétől – aki Mijazaki szerint sirabjósi megjelenésű –, hogy a rá támadó vadkan, Nago vaddisznóisten, az erdő egyik védelmezője volt, akit Ebosi lőtt meg, majd a haragtól és gyűlölettől démonná vált. A várost megismerve Asitaka azt is megtudja, hogy Vasváros – és Ebosi úrnő – befogadja a társadalomból kiutasítottakat, beleértve a prostituáltakat és leprásokat, ezért nem tud haragudni Ebosira. Még ezen az éjjelen Szan behatol Vasvárosba, hogy megölje Ebosit. Asitaka közbeavatkozik és megállítja a kettejük közötti harcot, Szannal elhagyja a várost, de városi lány véletlenül egy tűzfegyverrel halálosan megsebzi. Szan elviszi Asitakát az Erdő Szelleméhez, aki ugyan begyógyítja a sebét, de a karjára telepedett átkot nem távolítja el. Okkoto isten vezetésével a vaddisznók Vasváros megtámadására készülnek, Szan és Moro családjával csatlakozik hozzájuk. Ezalatt Ebosi felkészül a harcra és előreküldi az embereivel Dzsigót az Erdő Szellemének elpusztítására. Dzsigo valójában zsoldos fejvadász, aki az Erdő Szellemének fejét el akarja vinni a császárnak, aki megígérte, hogy gazdaggá teszi azt, aki örök életet szerez neki és Vasvárost a helyi daimjó védelme alá helyezi.
Asitaka visszatér Vasvárosba, de kihasználva, hogy a férfiak távol vannak, azt szamurájok vették ostrom alá, ezért elindul értesíteni Ebosit. Eközben Okkoto és a vaddisznók nem képesek felvenni a harcot a tűzfegyverekkel szemben, és szinte mindannyian elpusztulnak. Okkoto megsérül és elkezd démonná változni. Szan próbálja megakadályozni, hogy Nago sorsára jusson, de az ő testén is felcsapnak a rontás jelei. Asitaka és a harc során szintén megsérült Moro mentik meg a lányt. Megjelenik az Erdő Szelleme, aki elveszi Moro és Okkoto életét is. Ebosi emberei közben vaddisznónak álcázva behatolnak az erdőbe és Okkotót követve eljutnak az Erdő Szelleméhez. Ebosi többször rálő a szellemre, végül lefejezi abban a pillanatban, amint éjszakai formáját kezdi el felvenni. Dzsigo begyűjti a fejet, de az Erdő Szelleme a „halál pusztító istenévé” változik és miközben a fejét keresi, elkezd mindent elpusztítani maga körül – beleértve Vasvárost is. Asitaka és Szan Dzsigo után erednek, hogy visszaszerezzék a fejet és visszaadják az Erdő Szellemének mielőtt még felkel a Nap. Miután ez megtörténik, az Erdő Szelleme eltűnik, de pusztulásával mindent meggyógyít maga körül: a földet, a leprásokat, Asitakát és Szant. Az emberek és a természet egyensúlya tehát visszaállni látszik. Szan viszont nem tudja megbocsátani az embereknek, amit tettek, s úgy dönt, hogy továbbra is az erdőben fog élni. Asitaka a városban marad és segít újjáépíteni azt, de megígéri Szannak, hogy időnként meglátogatja. Ebosi elképed azon, hogy Asitaka, Szan és farkasok mentették meg őt és Vasváros lakóit, és elhatározza, hogy egy jobb várost építenek a romokon. A film záró képsorain egy kodama (falélek) jelenik meg az újjászülető erdőben.

## Szereplők
| Szereplő | Japán hang         | Angol hang         | Magyar hang                             | Magyar hang                     |
| Szereplő | Japán hang         | Angol hang         | 1. magyar változat (UIP-Dunafilm, 2000) | 2. magyar változat (Digi, 2015) |
| --- | ------------------ | ------------------ | --------------------------------------- | ------------------------------- |
| Asitaka (アシタカ; Hepburn: Ashitaka) | Macuda Jódzsi      | Billy Crudup       | Lippai László                           | Czető Roland                    |
| Szan (サン; Hepburn: San) | Isida Juriko       | Tara Charandoff    | Mánya Zsófi                             | Csifó Dorina                    |
| Moro (モロの君; Moro no Kimi) | Miva Akihiro       | Gillian Anderson   | Szabó Éva                               | Tóth Szilvia                    |
| Ebosi (エボシ御前; Ebosi Gozen; Hepburn: Eboshi) | Tanaka Júko        | Minnie Driver      | Ősi Ildikó                              | Kisfalvi Krisztina              |
| Dzsigo (ジコ坊; Dzsiko-bó; Hepburn: Jiko-bō) | Kobajasi Kaoru     | Billy Bob Thornton | Kocsis György                           | Pálfai Péter                    |
| Toki (トキ) | Simamoto Szumi     | Jada Pinkett Smith | Szénási Kata                            | Kardos Eszter                   |
| Okkoto (乙事主; Okkotonusi; Hepburn: Okkotonushi) | Morisige Hiszaja   | Keith David        | Orosz István                            | Vass Gábor                      |
| Gonza (ゴンザ) | Kamidzsó Cunehiko  | John DiMaggio      | Kőszegi Ákos                            | Petridisz Hrisztosz             |
| Kóroku (甲六; Hepburn: Kōroku) | Nisimura Maszahiko | John DeMita        | F. Nagy Zoltán                          | Galbenisz Tomasz                |
| Hii-szama (ヒイ様; Hepburn: Hii-sama) | Mori Micuko        | Debi Derryberry    | Martin Márta                            | Halász Aranka                   |
| További hangok az 1. magyar változatban: Melis Gábor, Mics Ildikó, Sótonyi Gábor |                    |                    |                                         |                                 |
| További hangok a 2. magyar változatban: Andresz Kati, Áron László, Bácskai János, Bárány Virág, Barbinek Péter, Bartók László, Berzsenyi Zoltán, Boldog Emese, Csuha Lajos, Dóka Andrea, Élő Balázs, Farkas Zita, Fellegi Lénárd, Garamszegi Gábor, Haagen Imre, Hábermann Lívia, Hegedüs Miklós, Honti Molnár Gábor, Horváth Vilmos Zoltán, Juhász Zoltán, Kajtár Róbert, Kapácsy Miklós, Kokas Piroska, Martin Adél, Pál Zsófia, Péter Richárd, Potocsny Andor, Seder Gábor, Sipos Eszter Anna, Szabó Máté, Szanyi Péter, Szokolay Ottó, Tóth Nikolett, Várkonyi András |                    |                    |                                         |                                 |

## Megvalósítás

A démon férgeket 3D számítógépes animációval helyezték rá a kézzel rajzolt Asitakára

Az 1970-es években Mijazaki rajzolt néhány vázlatot egy filmhez, amelyben egy hercegnő egy szörnyeteggel él az erdő mélyén. Mijazaki 1994 augusztusában kezdte írni a film cselekményét és felvázolni a kezdeti forgatókönyvet. A korai ötleteinek és látványterveinek feldolgozásakor nehézségei adódtak, mivel azok elemeit a Totoro – A varázserdő titka forgatókönyvének írásakor már felhasználta és a korai vázlatok és képtáblák megalkotása óta változtak a fogyasztói igények is. Ez az írói blokk tette lehetővé Mijazakinak az On Your Mark promóciós videójának elkészítését. Ezután újult lendülettel kezdett neki A vadon hercegnője forgatásához.
1995 áprilisában Andó Maszasi felügyelő animátor megtervezte a szereplőket Mijazaki forgatókönyvéhez. Még ebben a hónapban Mijazaki és Andó három napra elutazott Jakusima és Kjúsú őserdeibe – a Nauszika – A szél harcosai tájait is megihlető helyszínekre – és a Sirakami-Szancsi hegységbe, Észak-Honsúra, hogy díszlettervezők, háttérfestők és digitális animátorok egy csoportjával helyszíni felméréseket végezzen. Az animációs munkák 1995 júliusában kezdődtek. Mijazaki személyesen felügyelte a film 144 000 celluloid képkockájának elkészültét, melyből megközelítőleg 80 000-et újra kellett rajzolni. A film befejezésének képes forgatókönyve csupán egy hónappal a japán premier előtt lett véglegesítve.

A Mijazaki által megalkotott új kandzsi

A vadon hercegnője többnyire kézi rajzolással készült, de tartalmaz összesen öt percnyi számítógépes animációt is. A számítógépes animációt a hagyományos celluloid alapú animáció kisegítésére használták, vegyítve a számítógépes grafikát a hagyományos rajzolással. További 10 perc tartalmaz digitális festést, mely technikát a későbbi Studio Ghibli-filmeknél is használták. A film döntő részét hagyományos festéssel színezték, a színsémákat Mijazaki és Jaszuda Micsijo állították össze. A producerek azonban egyetértettek abban, hogy a számítógépes technika nagyban hozzájárult, hogy a film a bejelentett premieridőpontra elkészült. A film 2,35 milliárd jen (23,5 millió dollár) költségvetéssel készült.
A filmhez kétféle címet alkottak meg. A választott Mononoke hime mellett az Asitaka szekki (アシタカ聶記; Hepburn: Ashitaka sekki; The Tale of Ashitaka vagy The Legend of Ashitaka) címet is fontolóra vették. A TBS egy 2013. novemberi műsorában Szuzuki Tosio megemlítette, hogy Mijazaki Hajao inkább utóbbit, ő maga pedig az előbbit tartotta előnyösebbnek. Szuzuki arról is beszélt, hogy Mijazaki még egy új kandzsit is megalkotott kívánt címéhez.

### Inspirációk

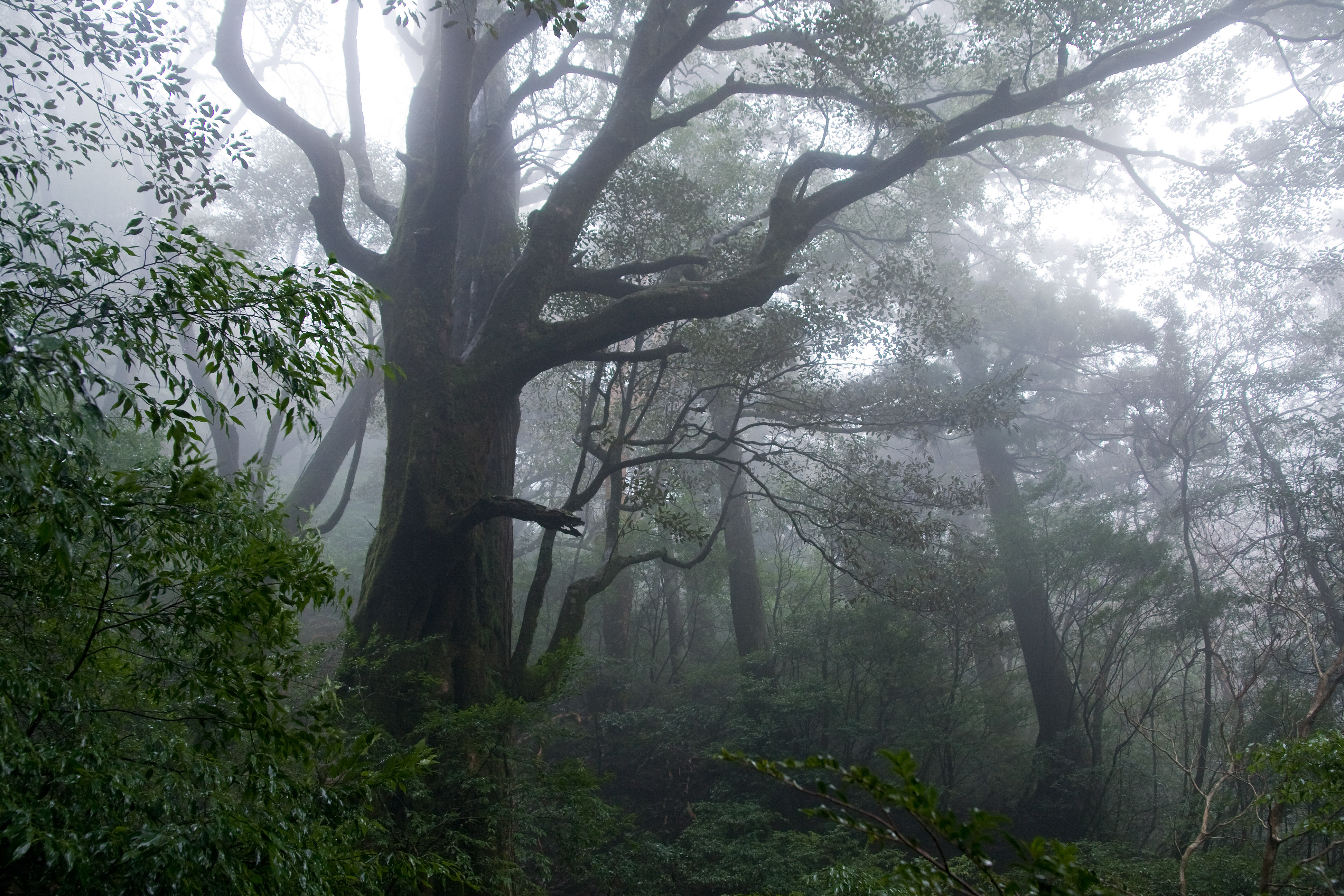
Jakusima őserdei ihlették a film cselekményének fő színterét

Mijazaki rajongója volt a westernfilmjeiről ismert John Ford ír–amerikai rendezőnek. Vasvárost egy szűkös határ menti városnak alkotta meg, és száműzött csoportokból vagy sanyargatott kisebbségekből származó szereplőkkel népesítette be, akik jóformán sohasem jelennek meg a japán filmekben. A szereplőket „sóvárgónak, ambiciózusnak és keménynek” alkotta meg. Mijazaki nem kívánta visszaadni a pontos középkori japán történelmet, viszont ábrázolni akarta a természet és a modern ipari civilizáció megoldhatatlannak tűnő konfliktusának kezdetét.
A filmben megjelenő tájakat Jakusima inspirálta. Annak ellenére, hogy a Muromacsi-korban játszódik, A vadon hercegnője a három ősi japán nemzet, a dzsómon, a jamato és az emisi meg nem történt összecsapását jeleníti meg.

## Témák
A vadon hercegnője központi témája a környezet. A film Asitaka kalandos útjára fókuszál, aki nyugatra tart, hogy feloldja Nago, a vaddisznó átkát, akit Ebosi változtatott démonná. Michelle J. Smith és Elizabeth Parsons szerint a film „kívülállókat tesz hőssé minden identitáspolitikai kategóriában és elmossa a sztereotípiákat, amelyek rendszerint meghatározzák ezeket a szereplőket”. Annak kapcsán, mikor a szarvasisten elpusztítja az erdőt és Vasvárost, úgy vélekedtek, hogy „a természetfeletti erők pusztítását az emberek szabadítják el, akik mohón fogyasztják a természet erőforrásait”. Smith és Parsons Ebosit egy üzletasszonyként jellemzik, aki arra vágyik, hogy pénzt szerezzen az erdő rovására, és Ebosi azon szándékára, hogy elpusztítva az erdőt, kibányássza a hegyet, úgy hivatkoznak, hogy „megtestesíti a környezetvédő gonoszt”.
A filmben két további fő témaként megtalálható a szexualitás és a fogyatékosság. Michelle Jarman, a Wyomingi Egyetem fogyatékosságtudományi tanulmányok adjunktusa és Eunjung Kim, a Wisconsin–Madison Egyetemen a nők és társadalmi nemek tanulmányainak adjunktusa megállapította, hogy a fogyatékos és a nem alapján jól elkülönített testformák részben átmenetet jelentenek a feudális korszakból egy hegemóniába, amely „magába foglalja a modern szociális rendszereket, mint az iparosodás, a nemi munkamegosztás, a betegségben szenvedő emberek intézményesítése és a férfiak és nők katonai kiképzése”. Ebosit egy uralkodóhoz hasonlították. Kim és Jarman szerint Ebosi figyelmen kívül hagyja az ősi törvényeket és átkokat, amik a prostituáltakat és leprásokat bélyegezték meg, s felvilágosodva, modern nézőpontból tekintve ezeket az embereket, inkább kiaknázza a bennük rejlő lehetőségeket.
Dan Jolin az Empire magazin cikkírója szerint a film potenciális témája lehetne az elvesztett ártatlanság. Mijazaki ezt előző filmje, a Porco Rosso – A mesterpilóta és a délszláv háború tapasztalatának tulajdonítja. Utóbbit példaként hozza fel arra, hogy az emberiség sosem tanul, és nehézzé teszi a visszatérést olyan filmek készítéséhez, mint a Kiki – A boszorkányfutár. Ennek kapcsán így fogalmazott: „Úgy éreztem magam mint a gyermekek, akik áldás nélkül születnek e világra. Hogyan tudnánk elhitetni velük, hogy boldogok vagyunk?”

## Megjelenések

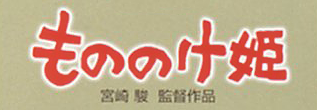
A film eredeti logója

### Japán
A vadon hercegnőjének bemutatója 1997. július 12-én volt a japán mozikban. Először 1998. június 26-án jelentette meg LD-n a Tokuma Japan Communications, majd 1998. július 26-án VHS-en, végül 2001. november 21-én DVD-n, ráadás tartalommal, mint a film nemzetközi változataival és a storyboarddal. A Blu-ray kiadás 2013. december 4-től kapható.

### Észak-Amerika
Az Egyesült Államokban a Disney leányvállalata, a Miramax vásárolta meg a forgalmazási jogokat és meg kívánta vágni az amerikai közönség számára PG korhatár-besorolással. Harvey Weinstein, a Miramax elnöke Mijazakihoz fordult kérésével, azonban válaszul Szuzki Tosio egy katanát küldött a következő üzenettel: „No cuts. (Egy vágást se!)” Vágatlanul, PG-13 korhatár-besorolás mellett mutatták be a filmet 1999. október 29-én.
A Miramax nagy összeget fordított A vadon hercegnője angol szinkronjának elkészítésére, híres színészeket és színésznőket felkérve, azonban csak kevés moziban került vetítésre rövid ideig és szinte egyáltalán nem kapott reklámot, így az érdeklődés is alulmaradt. A Disney később panaszkodott az alacsony bevétel miatt. 2000 júliusában jelentette be a Buena Vista Home Entertainment, hogy Észak-Amerikában augusztus 29-én tervezi megjelentetni a filmet VHS-en és DVD-n. Eredetileg a DVD-kiadvány nem tartalmazta a japán hangsávot a Buena Vista japán részlegének kérésére, akik azzal indokolták, hogyha a külföldön kiadott DVD-k tartalmaznák a japán nyelvű hangsávot, akkor ezen DVD-k Japánba importálásával komoly hátrányt szenvedhet a film újabb kiadásainak helyi értékesítése. A Nausicaa.net e-mailes rajongói kampányt szervezett, hogy meggyőzzék a Buena Vistát a japán hangsáv rátételére, míg a DVD Talk online petíciót indított ennek érdekében. A tiltakozások hatására a DVD-kiadás megjelenését elhalasztották. A Buena Vista Home Entertainment végül 2000. december 19-én jelentette meg DVD-n a filmet, mely már tartalmazta az angol és francia mellett a japán hangsávot is, emellett ráadásként előzetest, dokumentumfilmet és az angol szinkronszínészekkel készült interjúkat is tartalmazta. A japán hangsávhoz tartozó felirat elkészítésére egyenesen Japánból kértek fel fordítókat, ez három hónappal elcsúsztatta a kiadás időpontját, de végül jó kereslet mutatkozott a filmre.
A vadon hercegnőjét Blu-ray disc-en 2014. november 18-án adta ki a Walt Disney Studios Home Entertainment.

#### Módosítások a filmen
Mijazaki kérésére a film angol nyelvű kiadása vágatlan maradt, a filmzene azonban módosításra került. Az angol nyelvű szinkron Neil Gaiman, a The Sandman szerzőjének fordítása. A szövegkönyvi módosítások legfőképp azokat a kulturális vonatkozású kifejezéseket érintették, amelyek Ázsián kívül nem túl ismeretek, így a mitológiai utalások vagy az egyedi csoportnevek, mint a „dzsibasiri” vagy a „Sisigami” sokkal általánosabb „mercenary” (zsoldosok) és „Forest Spirit” (Erdő Szelleme) angol megfelelőt kaptak.

### Magyarország
Magyarországon 2000. október 8-án mutatták be a Titanic Fesztiválon, majd a UIP-Dunafilm forgalmazásában jelent meg VHS-en 2000. december 12-én és később DVD-n. A televízióban a TV2 és a Digi Film vetítette, utóbbi újraszinkronizálva. A TV2-n 2005. február 27-én volt a premierje, majd azt követően több alkalommal is műsorára tűzte, a Digi Film először 2015. november 21-én vetítette volna, de a szinkronmunkálatokkal kapcsolatos késedelem miatt 2016. január 30-ra kellett halasztani.

## Filmzene
A vadon hercegnője filmzenéjét Hiszaisi Dzsó komponálta. A két vokális dal, a Mononoke hime és a Tatara fumu onnatacsi – Ebosi Tatara uta szövegét Mijazaki írta. A zenét a Tokiói Városi Filharmonikus Zenekar adta elő Kumagai Hirosi vezénylésével. Lemezen Mononoke hime Soundtrack (もののけ姫 サントラ盤; Mononoke hime Saundotorakku) címmel a Tokuma Japan Communications adta ki Japánban 1997. július 2-án, míg az észak-amerikai változat, a Princess Mononoke: Music From The Miramax Motion Picture a Milan Records kiadásában jelent meg 1999. október 12-én.
A filmmel azonos című témazenét Mela Josikazu kontratenor, angol nyelvű feldolgozását pedig Sasha Lazard énekelte.
Más Studio Ghibli-filmekhez hasonlóan, A vadon hercegnőjéhez is készültek további alternatív zenei feldolgozások. Egy image album a témazenék korai változatát tartalmazza. A felvételek a film gyártásának kezdetén készültek, és több rajtuk dolgozó művésznek inspirációul szolgáltak. A Symphonic Suite elnevezésű szimfonikus összeállítás hosszabb kompozíciókat tartalmaz, több témazenét egybeolvasztva. Ezt a változatot a Cseh Filharmonikus Zenekar adja elő Mario Klemens vezénylésével. A lemez 1999. november 26-án került forgalomba, nyolc számot tartalmaz összesen 134 percben. Észak-Amerikában ezt a lemezt is megjelentette a Milan Records Princess Mononoke: Symphonic Suite címmel 2001. május 15-én.
| Mononoke hime Soundtrack dallista | Mononoke hime Soundtrack dallista | Mononoke hime Soundtrack dallista | Mononoke hime Soundtrack dallista | Mononoke hime Soundtrack dallista | Mononoke hime Soundtrack dallista | Mononoke hime Soundtrack dallista | Mononoke hime Soundtrack dallista | Mononoke hime Soundtrack dallista | Mononoke hime Soundtrack dallista |
| #                                 | Cím | Hossz                             |                                   |                                   |                                   |                                   |                                   |                                   |                                   |
| --------------------------------- | --- | --------------------------------- | --------------------------------- | --------------------------------- | --------------------------------- | --------------------------------- | --------------------------------- | --------------------------------- | --------------------------------- |
| 1.                                | Asitaka szekki (アシタカ聶記; Hepburn: Ashitaka sekki; The Tale of Ashitaka) | 1:39                              |                                   |                                   |                                   |                                   |                                   |                                   |                                   |
| 2.                                | Tatari gami (タタリ神; The Curse God) | 3:51                              |                                   |                                   |                                   |                                   |                                   |                                   |                                   |
| 3.                                | Tabidacsi, nisihe (旅立ち —西へ—; Hepburn: Tabidachi, nishihe; Departure, to the West) | 2:33                              |                                   |                                   |                                   |                                   |                                   |                                   |                                   |
| 4.                                | Norovareta csikara (呪われた力; Hepburn: Norowareta chikara; Cursed Power) | 0:36                              |                                   |                                   |                                   |                                   |                                   |                                   |                                   |
| 5.                                | Edo (穢土; Impure Land) | 3:00                              |                                   |                                   |                                   |                                   |                                   |                                   |                                   |
| 6.                                | Deai (出会い; A Meeting) | 0:52                              |                                   |                                   |                                   |                                   |                                   |                                   |                                   |
| 7.                                | Kodomotacsi (コダマ達; Hepburn: Kodomotachi; Kodamas) | 2:27                              |                                   |                                   |                                   |                                   |                                   |                                   |                                   |
| 8.                                | Kami no mori (神の森; The Forest of God) | 0:41                              |                                   |                                   |                                   |                                   |                                   |                                   |                                   |
| 9.                                | Júgure no Tatara Ba (夕暮れのタタラ場; Hepburn: Yūgure no Tatara Ba; The Evening at Tatara Place) | 0:39                              |                                   |                                   |                                   |                                   |                                   |                                   |                                   |
| 10.                               | Tatari gami Ⅱ – Ubavareta jama (タタリ神Ⅱ—うばわれた山—; Hepburn: Tatari gami Ⅱ —Ubawareta yama—; The Curse God Ⅱ —Robbed Mountains—)                                                                                                  | 0:57                              |                                   |                                   |                                   |                                   |                                   |                                   |                                   |
| 11.                               | Ebosi gozen (エボシ御前; Hepburn: Eboshi gozen; Lady Eboshi) | 2:48                              |                                   |                                   |                                   |                                   |                                   |                                   |                                   |
| 12.                               | Tatara fumu onnatacsi – Ebosi Tatara uta (タタラ踏む女達 —エボシ タタラうた—; Hepburn: Tatara fumu onnatachi —Eboshi Tatara uta—; Women Who Push Foot Bellows —Eboshi Tatara Song—) (előadó: Mela Josikazu, dalszöveg: Mijazaki Hajao) | 1:29                              |                                   |                                   |                                   |                                   |                                   |                                   |                                   |
| 13.                               | Sjura (修羅; Hepburn: Shyura; Demons) | 1:29                              |                                   |                                   |                                   |                                   |                                   |                                   |                                   |
| 14.                               | Higasi kara kita sónen (東から来た少年; Hepburn: Higashi kara kita shōnen; The Boy Who Came from the East) | 1:25                              |                                   |                                   |                                   |                                   |                                   |                                   |                                   |
| 15.                               | Requiem (レクイエム) | 2:21                              |                                   |                                   |                                   |                                   |                                   |                                   |                                   |
| 16.                               | Ikiro (生きろ; Live) | 0:32                              |                                   |                                   |                                   |                                   |                                   |                                   |                                   |
| 17.                               | Sisigami no Mori no futari (シシ神の森の二人; Hepburn: Shishigami no Mori no futari; Two at the Forest of the Deer God) | 1:29                              |                                   |                                   |                                   |                                   |                                   |                                   |                                   |
| 18.                               | Mononoke hime (Instrumental Version) (もののけ姫(インストゥルメンタル・ヴァージョン); Princess Mononoke (Instrumental Version)) | 2:09                              |                                   |                                   |                                   |                                   |                                   |                                   |                                   |
| 19.                               | Requiem Ⅱ (レクイエムⅡ) | 2:14                              |                                   |                                   |                                   |                                   |                                   |                                   |                                   |
| 20.                               | Mononoke hime (Vocal Version) (もののけ姫(ヴォーカル); Princess Mononoke (Vocal Version)) (előadó: Mela Josikazu, dalszöveg: Mijazaki Hajao)                                                                                           | 3:32                              |                                   |                                   |                                   |                                   |                                   |                                   |                                   |
| 21.                               | Tatakai no taiko (戦いの太鼓; War Drum) | 2:47                              |                                   |                                   |                                   |                                   |                                   |                                   |                                   |
| 22.                               | Tatara ba mae no tatakai (タタラ場前の戦い; The Fight in front of the Tatara Place) | 1:26                              |                                   |                                   |                                   |                                   |                                   |                                   |                                   |
| 23.                               | Norovareta csikara Ⅱ (呪われた力Ⅱ; Hepburn: Norowareta chikara Ⅱ; Cursed Power Ⅱ) | 2:30                              |                                   |                                   |                                   |                                   |                                   |                                   |                                   |
| 24.                               | Requiem Ⅲ (レクイエムⅢ) | 0:55                              |                                   |                                   |                                   |                                   |                                   |                                   |                                   |
| 25.                               | Haiszó (敗走; Hepburn: Haisō; A Rout) | 1:31                              |                                   |                                   |                                   |                                   |                                   |                                   |                                   |
| 26.                               | Tatari gami 3 (タタリ神3; The Curse God 3) | 1:15                              |                                   |                                   |                                   |                                   |                                   |                                   |                                   |
| 27.                               | Si to szei no Adagio (死と生のアダージョ; Hepburn: Shi to sei no Adagio; The Adagio of Death and Life) | 2:08                              |                                   |                                   |                                   |                                   |                                   |                                   |                                   |
| 28.                               | Jomi no szekai (黄泉の世界; Hepburn: Yomi no sekai; The Underworld) | 1:28                              |                                   |                                   |                                   |                                   |                                   |                                   |                                   |
| 29.                               | Jomi no szekai Ⅱ (黄泉の世界Ⅱ; Hepburn: Yomi no sekai Ⅱ; The Underworld Ⅱ) | 1:33                              |                                   |                                   |                                   |                                   |                                   |                                   |                                   |
| 30.                               | Si to szei no Adagio Ⅱ (死と生のアダージョⅡ; Hepburn: Shi to sei no Adagio Ⅱ; The Adagio of Death and Life Ⅱ) | 1:07                              |                                   |                                   |                                   |                                   |                                   |                                   |                                   |
| 31.                               | Asitaka to Szan (アシタカとサン; Hepburn: Ashitaka to San; Ashitaka and San) | 3:13                              |                                   |                                   |                                   |                                   |                                   |                                   |                                   |
| 32.                               | Mononoke hime (Vocal Ending) (もののけ姫(ヴォーカル・エンディング); Princess Mononoke (Vocal Ending)) | 1:23                              |                                   |                                   |                                   |                                   |                                   |                                   |                                   |
| 33.                               | Asitaka szekki (Ending) (アシタカ聶記(エンディング); Hepburn: Ashitaka sekki (Ending); The Tale of Ashitaka (Ending)) | 5:01                              |                                   |                                   |                                   |                                   |                                   |                                   |                                   |
| 63:12                             | |                                   |                                   |                                   |                                   |                                   |                                   |                                   |                                   |

## Fogadtatás

Szant ábrázoló street art Jokohamában

A film rendkívüli sikert aratott Japánban, illetve az animerajongók, és a művészfilmeket kedvelő mozilátogatók között az angol nyelvű országokban egyaránt. Ezekben az országokban a kritikusok úgy ismertették a filmet, hogy a környezetről szól a japán mitológia formájában. A vadon hercegnője a japán piac legjobban jövedelmező filmje volt 1997-ben, közvetlenül bemutatása után, csak a Titanic múlta felül néhány hónap elteltével. A forgalmazása 11,3 milliárd jen bevételt hozott Japánban, a nemzetközi forgalmazással együtt pedig 14,4 milliárd jen volt az összbevétel. Ebben az évben nevezték a legjobb idegen nyelvű filmnek járó Oscar-díjra. 2001 januárjában a legjobban eladott anime volt az Egyesült Államokban, annak ellenére, hogy 1997. decemberi bemutatásakor jelentősen alulmúlta a várt bevételt. 2 298 191 dollárt jövedelmezett az első nyolc héten.
A vadon hercegnőjét a filmkritikusok pozitívan értékelték. Aaron Gerow, a The Daily Yomiuri kritikusa szerint a film „Mijazaki [Hajao] világának egy erős összeállítása, erkölcsi tanulságának és filmi érdeklődésének halmozott kivonata”. Leonard Klady a Variety magazintól így ír: a film „nemcsak élesen elvont, hanem rendelkezik egy rendkívül összetett, felnőtteknek szóló oldallal is” és rendelkezik „egy romantikus eposz lelkével, gazdag hangzásával Hiszaisi Dzsó elegáns művei nyomán és az élettel teli szereplőábrázolás megadja a lendületet a mozivásznon”. Roger Ebert, a Chicago Sun-Times újságírója szerint A vadon hercegnője „egy nagyszerű teljesítmény, egy csodálatos élmény és az év egyik legjobb filmje”. Ty Burr az Entertainment Weeklytől „művészete szélfútta hegycsúcsának” nevezte a filmet, amelyben megvan a hatás, hogy „egy átlag Disney-filmet olyanná tegyen, mint egy újabb toy story”. Azonban Stephen Hunter a Washington Posttól már negatívabban értékelt, leszögezve, hogy a film „annyira hatásvadász, mint amennyire kusza, annyira kusza, mint amennyire színes, annyira színes, mint amennyire értelmetlen és annyira értelmetlen, mint amennyire hosszú. És nagyon hosszú.” Kenneth Turan, a Los Angeles Times újságírója szerint a film „egy nagyon eltérő érzületet visz az animációba, amelyet [Mijazaki] teljesen megfelelőnek tart az egyenesen drámai, narratív és komoly témákhoz”.
Roger Ebert 1999-ben a tíz legjobb mozifilmet tartalmazó listáján a hatodik helyre sorolta A vadon hercegnőjét. A film a 130. helyen szerepel minden idők 150 legjobb animációs filmjét és sorozatát felsorakoztató listáján, amelyet a 2003-as Tokiói Laputa Animációs Fesztiválra készítettek el egy nemzetközi szintű felmérés során, 140 animációs művész és kritikus megkérdezésével. A Japán Kulturális Ügyekért Felelős Hivatal egy 2007-es közönségszavazásán A vadon hercegnőjét az 1990-es évek harmadik legjobb japán animációs filmjének és minden idők tizenkettedik legjobb japán animációjának választották. A Rotten Tomatoes filmkritikai oldal 93%-os pozitív értékelési arányt állapított meg 102 kritika alapján, átlagosan 7,9/10-es értékeléssel. A kritikusok konszenzusaként a következőt konstatálja: „Epikus történetével és lélegzetelállító látványával, A vadon hercegnője mérföldkő az animáció világában”. A Metacritic 76/100-as pozitív értékelési arányt határozott meg 29, „többnyire előnyös” kritikából. A vadon hercegnője a 488. helyet érte el az Empire magazin 500 legjobb filmjét ismertető összeállításában. A Time Out munkatársai a 28. helyre sorolták a filmet a 100 legjobb animációs filmet tartalmazó listájukon. A Film4 televíziós csatorna 25 legjobbnak választott animációs filmje között a 2. helyet érte el. A Total Film pedig a 75 legnagyobb animációs filmet felvonultató listáján a 26. helyre választotta.
2001 januárjában a legjobban eladott anime volt az Egyesült Államokban, ennek ellenére nem hozta az elvárt bevételt, 2 298 191 dollárt jövedelmezett az első nyolc hétben.
Az 576 Konzol kritikusa javasolja a Mijazaki korábbi filmjeitől való elvonatkoztatást, utalva rá, hogy A vadon hercegnője mind jellegében, mind témájában egy idősebb korosztálynak szól. Rendkívül pozitívan ítéli meg a filmet, de hiányosságként megemlíti a néhol eltúlzott brutalitást és a szereplők fejlődésének hiányát.

## Díjak és jelölések
| Év        | Díj                         | Kategória                                                   | Jelölt(ek)                                             | Eredmény |
| --------- | --------------------------- | ----------------------------------------------------------- | ------------------------------------------------------ | -------- |
| 1997      | Nikkan Sports Film Award    | Isihara Judzsiro-díj                                        | A vadon hercegnője                                     | Elnyerte |
| 1997      | Nikkan Sports Film Award    | Legjobb rendező                                             | Mijazaki Hajao                                         | Elnyerte |
| 1997      | Hochi Film Awards           | Különdíj                                                    | Mijazaki Hajao                                         | Elnyerte |
| 1998      | 21. Japán Filmakadémia díja | Legjobb film                                                | A vadon hercegnője                                     | Elnyerte |
| 1998      | 21. Japán Filmakadémia díja | Különdíj                                                    | Mera Josikazu                                          | Elnyerte |
| 1998      | Blue Ribbon Awards          | Különdíj                                                    | A vadon hercegnője                                     | Elnyerte |
| 1998      | Kinema Dzsunpó-díj          | Readers' Choice Award a legjobb filmért                     | Mijazaki Hajao                                         | Elnyerte |
| 1998      | Mainichi Film Concours      | Legjobb animációs film                                      | Mijazaki Hajao                                         | Elnyerte |
| 1998      | Mainichi Film Concours      | Legjobb film                                                | Mijazaki Hajao                                         | Elnyerte |
| 1998      | Mainichi Film Concours      | Readers' Choice Award a legjobb filmért                     | A vadon hercegnője                                     | Elnyerte |
| 2000      | 28. Annie-díj               | Kiemelkedő egyéni eredmény animációs játékfilm rendezésében | Mijazaki Hajao                                         | Jelölve  |
| 2000      | Sierra Award                | Legjobb animációs film                                      | A vadon hercegnője                                     | Jelölve  |
| 2000      | Golden Reel Award           | Legjobb hangvágás                                           | Itó Micsihiro Dan Edelstein Warren Shaw Ernie Sheesley | Jelölve  |
| 2000      | Golden Satellite Award      | Best Motion Picture, Animated or Mixed Media                | A vadon hercegnője                                     | Jelölve  |
| 2001      | Szaturnusz-díj              | Best Home Video Release                                     | A vadon hercegnője                                     | Elnyerte |
| 2001      | Nebula-díj                  | Legjobb forgatókönyv                                        | Mijazaki Hajao Neil Gaiman                             | Jelölve  |
| Források: |                             |                                                             |                                                        |          |

## Színpadi feldolgozás

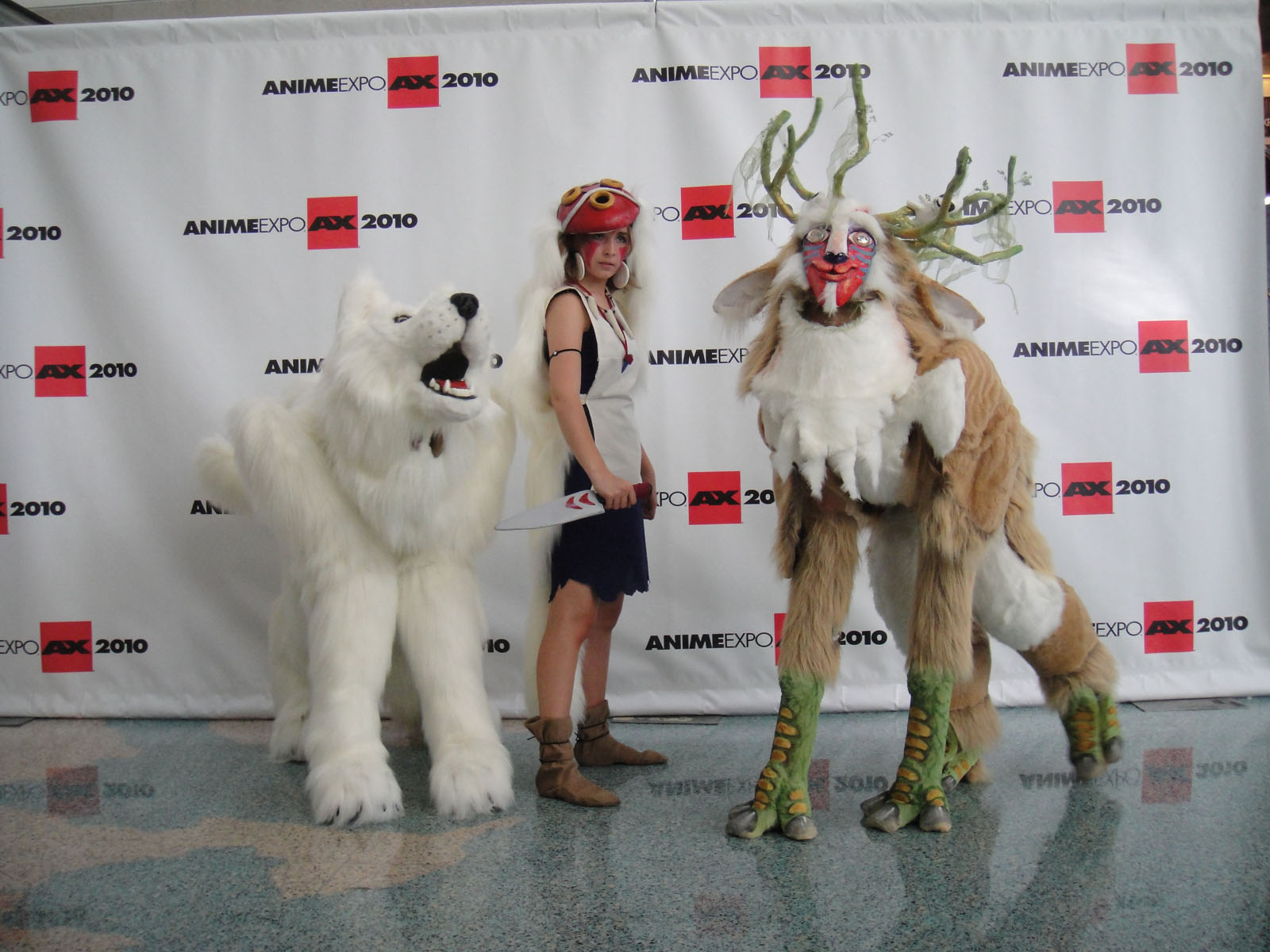
Morót, Szant és az Erdő Szellemét imitáló cosplayesek

2012-ben jelentették be, hogy a Studio Ghibli és a brit Whole Hog Theatre színházi társaság színpadra viszi A vadon hercegnőjét. Ez az első színpadi feldolgozás a Studio Ghibli valamely művéből. A Whole Hog Theatre és a Studio Ghibli közötti kapcsolatot elősegítette Nick Park is az Aardman Animationstől, miután felvételeket küldött Szuzuki Tosiónak a Whole Hog előadásairól. A darabban újrahasznosított anyagokból készült, nagy, színészek által mozgatott bábokkal jelenítik meg a természetet és a vadállatokat.
Az első előadásokat 2013. április 2–6. közötti időszakra, a londoni New Diorama Theatre-be jelentették be, s a jegyek 72 óra alatt, a 2012. júliusi bejelentés után elfogytak. 2013 márciusában közölték, hogy a színdarab londoni bemutatása után Japánban is megtekinthető lesz, majd a második londoni előadássorozat a 2013. április 29. és május 6. közötti tokiói adássorozat után veszi kezdetét. A második londoni előadássorozatra, amely 2013. július 18. és 29. között volt megtekinthető, alig négy és fél óra alatt elkeltek a jegyek. Az adaptáció pozitív fogadtatásba részesült és Lyn Gardner választott színdarabja volt a The Guardianben. Az előadás a Nico Nico Douga Cho Party műsorában is látható volt online 2013. április 27-én.

## Fordítás
Ez a szócikk részben vagy egészben  a   Princess Mononoke című angol Wikipédia-szócikk ezen változatának fordításán alapul.  Az eredeti cikk szerkesztőit annak laptörténete sorolja fel. Ez a jelzés csupán a megfogalmazás eredetét és a szerzői jogokat jelzi, nem szolgál a cikkben szereplő információk forrásmegjelöléseként.

### Internetes hivatkozások
- Princess Mononoke Production Diary a Studio Ghibli weboldalán (japánul)
- A vadon hercegnője az Internet Movie Database oldalon (angolul)
- A vadon hercegnője az AllMovie oldalon (angolul)
- A vadon hercegnője a Rotten Tomatoes oldalon (angolul)

- A vadon hercegnője a Box Office Mojo oldalon (angolul)
- A vadon hercegnője  az Anime News Network enciklopédiájában (angolul)
- A vadon hercegnője a FilmAffinity oldalon (angolul)
- A vadon hercegnője a TV Tropes oldalon (angolul)
- A vadon hercegnője a Big Cartoon DataBase weboldalán (angolul)
- A vadon hercegnője a Keyframe oldalon (angolul)
- A vadon hercegnője a Behind The Voice Actors oldalon (angolul)
- Neil Gaiman interjú (angolul)
- Az Animerica ismertetője (angolul)

### Magyar nyelvű hivatkozások
- A vadon hercegnője a PORT.hu-n (magyarul)
- Kubiszyn Viktor: ANIMÁNIA, Miyazaki Hayao: A vadon hercegnője, Mozinet Magazin, 2005. január-február (magyarul)
- A vadon hercegnője - Így készült a magyar változat. YouTube (magyarul)